# Stil
Termenul stil se referă la un mod distinctiv de manifestare specific unui popor, unei colectivități sau unui individ sau mod specific de exprimare și prezentare expresivă a realității într-un anumit domeniu, în diferite perioade de timp.
Inițial, termenul se referea la artă: pictori au un stil de pictură, scriitorii (autori, poeți) au un stil lingvistic, compozitori un stil componistic, muzicieni un stil muzical, cântăreții un stil de cântat. Stilurile de artă sunt analizate și clasificate în stilistică, o disciplină din istoria artei. 
Într-un sens mai larg‚ ‚stilul‘ include, fenomene generale de zi cu zi, de exemplu, modul în care oamenii se îmbracă, accesoriile, modul în care își îngrijesc părul. 
De zeci de ani este utilizat în locul cuvântului „stil”, mai ales în contextul modei și a culturii tinere, anglicismul „styling“, „stylish“. 

## Originea cuvântului
Cuvatul „stil” vine din latină. stilus, instrument de scris. Și de aici sensul cuvântului, legătura între instrumentul de scris și „tehnica de a scrie“ „stilul de scris“.